# Estação Masmo
A Estação Masmo é uma das estações do Metropolitano de Estocolmo, situada no condado sueco de Estocolmo, entre a Estação Fittja e a Estação Vårby gård. Faz parte da Linha Vermelha.
Foi inaugurada em 1º de outubro de 1972. Atende a localidade de Masmo, situada na comuna de Huddinge.

| Oeste ou norte          |  |              |  | Leste ou Sul                                  |
| ----------------------- |  | ------------ |  | --------------------------------------------- |
| Fittja sentido Norsborg |  | Line 13 (en) |  | Vårby gård sentido Ropsten metro station (en) |
| editar no Wikidata      |  |              |  |                                               |